# Laila Youssifou
Laila Youssifou (Ámsterdam, 2 de enero de 1996) es una deportista neerlandesa que compite en remo.
Participó en dos Juegos Olímpicos de Verano, obteniendo una medalla de plata en París 2024, en la prueba de cuatro scull, y el sexto lugar en Tokio 2020, en la misma prueba.
Ganó tres medallas de plata en el Campeonato Mundial de Remo, en los años 2022 y 2023, y seis medallas en el Campeonato Europeo de Remo entre los años 2018 y 2023.

## Palmarés internacional
| Juegos Olímpicos   | Juegos Olímpicos         | Juegos Olímpicos  | Juegos Olímpicos |
| Año                | Lugar                    | Medalla           | Prueba           |
| ------------------ | ------------------------ | ----------------- | ---------------- |
| 2024               | París (Francia)          | Medalla de plata  | Cuatro scull     |
| Campeonato Mundial |                          |                   |                  |
| Año                | Lugar                    | Medalla           | Prueba           |
| 2022               | Račice (República Checa) | Medalla de plata  | Doble scull      |
| 2022               | Račice (República Checa) | Medalla de plata  | Ocho con timonel |
| 2023               | Belgrado (Serbia)        | Medalla de plata  | Cuatro scull     |
| Campeonato Europeo |                          |                   |                  |
| Año                | Lugar                    | Medalla           | Prueba           |
| 2018               | Glasgow (Reino Unido)    | Medalla de plata  | Dos sin timonel  |
| 2020               | Poznań (Polonia)         | Medalla de oro    | Cuatro scull     |
| 2021               | Varese (Italia)          | Medalla de oro    | Cuatro scull     |
| 2022               | Múnich (Alemania)        | Medalla de plata  | Doble scull      |
| 2022               | Múnich (Alemania)        | Medalla de bronce | Ocho con timonel |
| 2023               | Bled (Eslovenia)         | Medalla de bronce | Doble scull      |